# Ignác Fábry
Ignác Fábry (Sátoraljaújhely, 28 juli 1792  - Košice , 24 juni 1867) was van 15 mei 1852 tot 24 juni 1867 bisschop van Košice. Hij was samen met architect Imre Henszlmann de initiatiefnemer voor de restauratie van de Sint-Elisabethkathedraal aldaar. Aan deze werken besteedde hij onder meer 100 000 gulden van zijn persoonlijke middelen.

## Opleiding
Ignác volgde de lagere school in zijn geboortestad. Het voortgezet onderwijs vatte hij aan in Košice waar hij zich inschreef voor de studie "Wijsbegeerte". Naderhand vervolgde hij zijn studie in het seminarie van Pest. Daar studeerde hij af, op 1 september 1813. De priesterwijding volgde op 1 augustus 1815.

## Kerkelijke loopbaan
Na zijn wijding  fungeerde Fábry vooreerst als archivaris en aansluitend, vanaf 1817, als secretaris bij zijn bisschop. In 1821 gelastte men hem met het priesterschap in  Monok waar hij een school oprichtte.
Anno 1834 verplaatste de kerkelijke overheid hem naar het diocees Szeged-Csanád om er te dienen onder bisschop József Lonovics von Krivina (1873-1867). Daar bekleedde Fábry vanaf 1835 de functie van kanunnik.
In 1847 werd hij verantwoordelijkheid voor het kapittel en de liefdadigheidsinstellingen.
Alweer een jaar verder, in 1848, toen het bisdom van Csanád vacant werd, selecteerde men hem voor de functie van plaatsvervanger.
Ten slotte, op 5 februari 1852, werd Ignác Fábry aangeduid als bisschop voor het aartsbisdom Košice. Ruim een half jaar later, op 27 september, toen hij reeds de leeftijd van 60 jaar bereikt had, bevestigde de Heilige Stoel zijn benoeming. De wijding geschiedde op dinsdag 30 november 1852. De consecrator die tijdens deze plechtigheid voorging , was aartsbisschop Vojtech Bartakovics (1792-1873) van het aartsbisdom Eger, bijgestaan door twee geestelijken:
- István Kollárcsik (1796-1869), bisschop van Rožňava, en
- Jozef Gaganecz (1793-1875), bisschop van de Slowaakse Grieks-Katholieke Kerk in Prešov.

Ignác Fábry was een zeer vrijgevige mecenas. Van zijn privé middelen besteedde hij 90 000 Oostenrijks-Hongaarse gulden aan onderwijs- en liefdadigheidsinstellingen en 100 000 gulden aan de renovatie van de kathedraal in Košice.

## Overlijden
Bisschop Ignác Fábry overleed tijdens de zomer van 1867 na bijna 52 jaar dienst aan van de Rooms-Katholieke Kerk.
Hij werd in Košice begraven, in de Sint-Elisabethkathedraal, in een crypte onder de Kapel van de Blijde Boodschap aan Maria.